# Antonio Marin
Antonio Marin (Zagreb, 9. siječnja 2001.) hrvatski je nogometaš koji igra na poziciji lijevog krila. Trenutačno igra za Olimpiju Ljubljanu. 

## Klupska karijera

### Dinamo Zagreb
Prije prelaska u Dinamo Zagreb 2009. godine, Marin je igrao za ZET. Unatoč velikom interesu Milana, Manchester Cityja, Paris Saint-Germaina i Juventusa u rujnu 2017. godine, potpisao je trogodišnji profesionalni ugovor s Dinamom 9. listopada 2017. godine. Dana 19. svibnja 2018. godine, debitirao je za Dinamo u utakmici 1. HNL protiv Inter Zaprešića koju je Dinamo dobio 3:1. Za Dinamo Zagreb II debitrao je te postigao svoj prvi gol 1. rujna 2018. godine, i to u utakmici 2. HNL protiv Bijelog Brda koja je završila 3:1 pobjedom Dinama. U kupu je debitirao 31. listopada 2018. godine u 4:0 pobjedi protiv Zeline.
Dana 12. ožujka 2019. godine, u utakmici četvrtfinala UEFA Lige mladih protiv Liverpoola, asistirao je Leonu Šipošu za izjednačenje. Utakmica je završila 1:1 te je Dinamo dobio Liverpool 5:4 na penalima. Dana 3. travnja, u utakmici osmine finala protiv Chelseaja, Marin je zabio 2 gola. Luke McCormick kasnije je na toj utakmici zabio 2 gola te je time podigao rezultat na 2:2. Chelsea je dobio Dinamo 4:2 na penalima. U sezoni UEFA Lige mladih 2019./20., u trećoj utakmici grupne faze igrane protiv Manchester Cityja, Marin je zabio jedini gol na toj utakmici te omogućio prolazak Dinama u četvrtfinale.
Nakon prelaska Danija Olma u RB Leipzig 2020. godine, Marin je naslijedio Olmovu sedmicu. Dana 6. lipnja 2020. godine, Marin je zabio svoj prvi gol za Dinamo i to u utakmici 1. HNL protiv Varaždina koju je Dinamo dobio 3:1.

### Monza (posudba)
Dana 1. listopada 2020. godine, Marin je poslan na jednogodišnju posudbu u Monzu, talijanski klub koji je te sezone promoviran u Serie B iz Serie C. Monza je imala mogućnost kupnje, no ta kupnja trebala je postati obavezna u slučaju da su neki uvjeti posudbe ispunjeni. Za Monzu je debitirao 7. studenog, ušavši kao zamjena u 2:0 pobjedi nad Frosinoneom. U kupu je debitirao 24. studenog u 2:0 porazu od kluba S.P.A.L. Njegova posudba završila je u siječnju 2021. godine pošto je bio nezadovoljan minutažom.

### Lokomotiva Zagreb (posudba)
Dana 4. veljače 2021. godine, poslan je na posudbu u Lokomotivu Zagreb do 30. lipnja. Za Lokomotivu je debitirao u ligaškoj utakmici protiv Rijeke od koje je Lokomotiva izgubila 2:3.

### Šibenik (posudba)
Dana 1. srpnja 2021. godine, poslan je na posudbu u Šibenik do kraja sezone. Za Šibenik je debitirao 16. srpnja u 1. HNL kada je Šibenik izgubio od Osijeka 3:0. Svoja prva dva gola za klub postigao je 15. kolovoza u ligaškoj utakmici u kojoj je Šibenik pobijedio Hrvatski dragovoljac s visokih 6:2. Dana 18. rujna postigao je dva gola u ligaškoj utakmici protiv Lokomotive Zagreb koja je završila 2:1. U Hrvatskom nogometnom kupu debitirao je četiri dana kasnije kada je Međimurje iz Čakovca poraženo s minimalnih 0:1. Postigao je gol i asistenciju 27. veljače 2022. kada je Šibenik u utakmici 1. HNL pobijedio Istru 1961 2:1. Dvaput je asistirao 30. travnja u ligaškoj utakmici protiv Rijeke od koje je Šibenik izgubio 3:5.

### Povratak s posudbe
U UEFA Ligi prvaka debitirao je 14. rujna 2022. protiv Milana od kojeg je Dinamo izgubio 3:1.

### Rijeka (posudba)
Dinamo Zagreb je u siječnju 2023. posudio Marina Rijeci do kraja sezone. Za Rijeku je debitirao 21. siječnja 2023. u ligaškoj utakmici protiv Osijeka koja je završila 1:1. Svoj prvi klupski pogodak i asistenciju postigao je 12. veljače protiv Gorice koju je Rijeka dobila 2:0.

### Olimpija Ljubljana
Marin je 17. siječnja 2024. potpisao dvogodišnji ugovor s ljubljanskom Olimpijom. Za Olimpiju je debitirao 10. veljače u utakmici 1. SNL protiv Rogaške koja je završila 2:2. Svoja prva dva klupska gola postigao je sedam dana kasnije u utakmici istog natjecanja protiv Radomlja koja je završila 1:3.

## Reprezentativna karijera
Marin je nastupao za Hrvatsku do 15, 16, 17, 19, 20, 21, 23 godine.

## Priznanja

### Klupska
Dinamo Zagreb
- 1. HNL/HNL (5): 2017./18., 2018./19., 2019./20., 2022./23., 2023./24.
- Hrvatski nogometni kup (2): 2017./18., 2023./24.
- Hrvatski nogometni superkup (3): 2019., 2022., 2023.

## Vanjske poveznice
- Profil, Dinamo Zagreb
- Profil, Hrvatski nogometni savez
- Profil, Soccerbase (engl.)
- Profil, Transfermarkt (engl.)